# Девицова болест
Девицова болест или оптички неуромијелитис (акроним ОНМ) (лат. Neuromyelitis optica) је аутоимуна болест коју карактерише акутна упала оптичког нерва (оптички неуритис, ОН) и кичмене мождине (мијелитис). Епизоде  оптичког неуритиса и мијелитиса могу бити симултане или узастопне. Повратни ток болести је чест, посебно код нелечених пацијената.  У више од 80% случајева, ОНМ је узрокован аутоантителимаимуноглобулина Г на аквапорин 4 (анти-АКП4), најзаступљенији протеин воденог канала у централном нервном систему. Подскуп анти-АКП4-негативних случајева је повезан са антителима на гликопротеин мијелинских олигодендроцита (анти-МОГ).  Ретко се ОНМ може јавити у контексту других аутоимуних болести (нпр поремећаји везивног ткива, паранеопластични синдроми) или инфективних болести. У неким случајевима, етиологија остаје непозната (идиопатски ОНМ).
Мултипла склероза (МС) и оптички неуромијелитис (ОНМ) могу бити слични у клиничкој и радиолошкој презентацији, а МС се врло ретко може појавити са фенотипом сличним ОНМ (нпр код пацијената са дуготрајном МС што доводи до конфлуентних лезија кичмене мождине које имитирају дугачке лезије кичмене мождине, типично виђено у МС). Као последица тога, ОНМ је у прошлости погрешно сматран клиничком варијантом МС. Међутим, ОНМ није узрокован МС у великој већини случајева и битно се разликује од МС у смислу патогенезе, клиничке презентације, магнетне резонанце, налаза цереброспиналне течности, тока болести и прогнозе.

## Историја
Болест је први пут препозната у 19. веку као монофазни, деструктивни поремећај који утиче на кичмену мождину и оба оптичка нерва, али поштеђује остатак централног нервног система.
У последњим годинама 19. века, од стране доктора Албута (Thomas Clifford Allbutt), болест је препозната као аутономни очни поремећај који је касније изазвао неколико акутних епизода параплегије.
Међутим, тек 1894. године, када су истраживачи Еуген Девиц и Фернанд Гаулт на клиничком нивоу окарактерисали ток оптике неуромијелитиса. У свом клиничком извештају, он је описао укупно 17 случајева, у којима је уочена значајна повезаност између различитих лезија које се налазе у оптичким и спиналним живцима.
Положај оптичког неуромијелитиса у групи демијелинизујућих болести централног нервног система је дуго био предмет дебате – да ли је овај клинички ентитет тешка варијанта мултипле склерозе, облик акутног дисеминованог енцефаломијелитиса или посебна болест. Током времена, много шири спектар идиопатских ОНМ је препознат у односу на историјску дефиницију. Недавно откриће серумских ОНМ-ИгГ антитела (2004. године)  идаље подржава хипотезу да је оптички неуромијелитис у ствари засебан клинички ентитет. ОНМ-ИгГ антитела која су 73% осетљива и 91% специфична у разликовању ОНМ од оптичко-спиналне презентације класичне мултипле склерозе.

## Епидемиологија
Болест се јавља код појединаца свих раса. Преваленција  е отприлике 1-10 на 100.000 особа и чини се да је слична широм света, иако су нешто веће стопе пријављене у земљама са већим уделом појединаца афричког порекла.
Раса
У односу на МС који опонаша, јавља се чешће код особа азијског и афричког порекла, али већина пацијената са овом болешћу у западним земљама су белци. 
Старост
Појединци било ког узраста могу бити погођени, али типичн облици, посебно случајеви серопозитивни на АКП4-ИгГ, јављају се код жена касних средњих година. 
Ово стање такође може утицати на децу код које се чешће развијају мождане симптоме на почетку и чини се да имају већу учесталост монофазне презентације него одрасли.
Пол
Подједнак број мушкараца и жена има облик који се не понавља након почетног налета напада, али жене, посебно оне са АКП4-ИгГ, имају четири или пет пута већу вероватноћу да ће бити погођене понављајућим (релапсирајућим) обликом него мушкарци. 

## Етиологија
Девицова болест или оптички неуромијелитис  је поремећај централног нервног система који првенствено погађа очне нерве (оптички неуритис) и кичмену мождину (мијелитис). ОНМ је такође познат као поремећај неуромијелитиса оптичког спектра или Девицова болест. Јавља се када имуни систем људског тела реагује на сопствене ћелије у централном нервном систему, углавном у оптичким нервима и кичменој мождини, али понекад и у мозгу. Циљни антиген НМО-ИгГ антитело је аквапорин-4 (АКП4), обилно присутан канал у централном нервном систему који олакшава транспорт воде, посебно у „стресним ситуацијама“ као што је повреда паренхима мозга. То је компонента комплекса протеина дистрогликана који се налази на крајевима астроцита на крвно-можданој баријери. Антитела на аквапорин 4, која производе периферни Б лимфоцити, изазивају активацију комплемента, инфламаторну демијелинизацију и некрозу присутну код оптичког неуромијелитиса.
Узрок неуромијелитиса оптица је обично непознат, иако се понекад појављује након инфекције или може бити повезан са другим аутоимуним стањем. Оптички неуромијелитис се често погрешно дијагностикује као мултипла склероза (МС) или се перципира као тип МС, али ОНМ је посебно стање.
Девицова болест или оптички неуромијелитис  може изазвати слепило на једно или оба ока, слабост или парализу у ногама или рукама, болне грчеве, губитак осећаја, неконтролисано повраћање и штуцање, и дисфункцију бешике или црева услед оштећења кичмене мождине. Деца могу имати конфузију, нападе или кому са ОНМ. Експлозија неуромијелитиса оптичког нерва може бити реверзибилна, али може бити довољно јака да изазове трајни губитак вида и проблеме са ходањем.

## Патофизиологија

### Анти-АКП4+ варијанте
НМОСД је обично узрокован аутоантителима која циљају аквапорин 4 (АКП4), канални протеин у ћелијској мембрани који омогућава воду да пређе.  АКП4 мономери формирају тетрамере, а тетрамери се агрегирају. АКП4 се налази у астроцитима, који су основа за глимфатички систем.  Дакле, НМОСД који укључује АКП4-ИгГ може се сматрати астроцитопатијом или аутоимуном астроцитном каналопатијом, пошто су астроцити полу-селективно уништени.
Астроцити окружују крвно-мождану баријеру (БББ), систем одговоран за спречавање супстанци из крви да уђу у мозак. Да би антитела из крви стигла до астроцита у ЦНС-у, морају да пређу БББ, чији механизам није у потпуности познат. Неки извештаји указују на металопротеиназу-2 и интерлеукин-6 као кривце за неуспех БББ. Постоји широк консензус да АКП4/НМО-ИгГ у почетку улази у мозак преко места са недостатком БББ-а, као што је област пострема, где се јавља приступ ЦСФ. У сваком случају, анти-АКП4 се производи углавном интратекално.
Унутар астроцита, АКП4 се првенствено налази у астроцитним процесима стопала који се наслањају на крвне судове и слузницу мозга (менинге).  НМОСД лезије мозга, као што се види под микроскопом, показују ИгГ, ИгМ, инфламаторне ћелије и наслаге комплемента око крвних судова. АКП4-ИгГ је члан породице имуноглобулина ИгГ1, који је активатор система комплемента, који изгледа да игра интегралну улогу у аутоимуном одговору. Долази до губитка астроцита, а понекад и до губитка неурона и олигодендроцита. Губитак других ћелија осим астроцита је последица колатералног инфламаторног оштећења или дисфункције астроктије.
НМОСД селективно утиче на оптички нерв, кичмену мождину и мождано стабло. Ова селективност се може објаснити повећаном количином АКП4 у овим структурама, а такође и повећаном количином АКП4 агрегата у оптичком нерву и кичменој мождини.  Повећана пермеабилност БББ-а на подручју пострема помаже да се објасни укљученост тамо.  АКП4 је присутан у ткивима изван централног нервног система (нпр. у бубрезима), али ова ткива нису захваћена НМОСД-ом, барем делимично због присуства аутоимуних регулатора ван централног нервног система.
У НМОСД-у, области можданог ткива које изгледају нормално на конвенционалној магнетној резонанци могу показати оштећење у дифузионом тензорском приказу, иако мање у поређењу са мултиплом склерозом (МС).
Већина истраживања о патологији НМО је фокусирана на кичмену мождину. Оштећења могу варирати од инфламаторне демијелинизације до некротичних оштећења беле и сиве материје. Инфламаторне лезије у НМО су класификоване као лезије типа II (демијелинизација посредована комплементом), али се разликују од лезија МС обрасца II по њиховој истакнутој периваскуларној дистрибуцији. Стога је образац упале често прилично различит од оног који се види код МС.
Нивои АКП4-ИгГ су у грубој корелацији са активношћу болести НМОСД, генерално се повећавају пре релапса и опадају током ремисије, при чему су виши нивои у корелацији са тежим манифестацијама болести.
НМО-ИгГ-негативни случајеви су мање разумљиви. Чини се да су астроцити поштеђени у овим ИгГ негативним случајевима.

### Анти-МОГ+ варијанте
Друго најчешће аутоантитело у НМО је МОГ-ИгГ, које циља мијелински олигодендроцит гликопротеин (МОГ). МОГ је интегрални мембрански гликопротеин који се налази на површини олигодендроцита и на крајњој површини мијелинских омотача.  Његова функција није у потпуности позната.  МОГ-ИгГ се производи изван централног нервног система (ЦНС) упркос томе што МОГ постоји само у ЦНС-у (са БББ-ом који их раздваја), што доводи до хипотезе да МОГ дрениран преко церебралне кичмене течности у лимфне чворове изазива формирање аутоимуне реакције.
МОГ-ИгГ-позитивне НМОСД лезије мозга, као што се види под микроскопом, показују демијелинизацију са очувањем олигодендроцита и аксона, присуство инфламаторних ћелија и депозита ИгГ и комплемента. Нивои МОГ-ИгГ у грубој корелацији са озбиљношћу болести, са нивоима. су виши током активне болести, а виши нивои су повезани са тежим манифестацијама болести.
Сматра се да су антитела против МОГ углавном одсутна код сличних болести као што је МС.  Стога се може рећи да је анти-МОГ група садржана у АКП4-ИгГ-негативном НМОСД.
Заједно са анти-АКП4 они чине шири део НМО спектра. Они класификују случајеве НМО у четири класе, према присуству или одсуству било ког од ова два главна ауто-антитела.
Клинички ток и одговор на терапију је другачији за ове групе, показујући бољу прогнозу за оне у НМО-Аб(−)/МОГ-Аб(−) групи и лошију прогнозу за оне у НМО-Аб(+ )/МОГ-Аб(+) група.  НМО везан за МОГ може се радиолошки идентификовати по захваћености конуса. Код пацијената са позитивним антителом на гликопротеин мијелин-олигодендроцита већа је вероватноћа да ће имати захваћеност конуса на магнетној резонанцији кичме.

## Клиничка слика
Знаци и симптоми  Девицове болесте или оптичког неуромијелитис зависе од неуролошких структура на које болест утиче и, у извесној мери, од укључених антитела. Знаци и симптоми обично прате рецидивирајући и ремитентни ток, али повремено могу бити прогресивни (монофазни). Недостаци могу бити привремени или трајни, посебно у одсуству лечења.
Најчешћа почетна манифестација болести је запаљење кичмене мождине (мијелитис). Милелитис изазива дисфункцију кичмене мождине, што може изазвати слабост мишића, парализу у удовима, изгубљеним или смањеним сензацијама, грчевима, губитак мокраћне и цревне контроле или еректилне дисфункције.   Мијелитис може бити попречан, захватајући цео попречни пресек кичмене мождине и изазивајући билатералне симптоме.
Друга најчешћа почетна манифестација болести је запаљење оптичког нерва и/или оптичког хијазме (оптички неуритис).  Оптички неуритис може довести до различитог степена као што је оштећење вида са смањеном оштрином вида, иако се дефекти видног поља или губитак вида боја могу јавити изоловано или пре формалног губитка видне оштрине. У поређењу са идиопатским оптичким неуритисом и оптички неуритис због мултипле склерозе (МС), чешће има озбиљан губитак вида на почетку, билатерално захватање и трајни визуелни дефицит.
Класично, ОНМ је укључивао само симптоме мијелитиса и оптички неуритис.  Међутим, са открићем антитела која изазивају болест, шири спектар манифестација болести је груписан са ОНМ у дијагнозу лат. neuromyelitis optica spectrum disorders. Ређе од кичмене мождине и оптичког нерва, НМОСД може утицати на мождано стабло. Лезије можданог стабла или горњег дела кичмене мождине могу изазвати респираторну инсуфицијенцију. Лезије у подручју  продужене мождине могу изазвати повраћање или штуцање, као и бол и тоничне грчеве.  Додатне лезије мозга су уобичајене, али често асимптоматске (иако когнитивни дефицити као и депресија могу бити недовољно дијагностиковани). Лезије такође могу утицати на диенцефалон, углавном у АКП4-ИгГ lat. neuromyelitis optica spectrum disorders.

## Дијагноза
Само детаљном проценом пацијентове болести могу се искључити друга стања нервног система која имају знакове и симптоме сличне неуромијелитису.
Да би дијагностиковало ово стање, треба прегледати медицинску историју и симптоме и обавити физички преглед и друге дијагностичке процедуре.
Неуролошки преглед
Неуролог ће испитати кретање, снагу мишића, координацију, осећај, памћење и (когнитивне) функције размишљања, вид и говор. 
Офталмолошки преглед
Очни лекар (офталмолог) такође може бити укључен у  преглед ока.
МРИ
Овај тест за снимање користи моћне магнете и радио таласе да створи детаљан приказ  мозга, оптичког нерава и кичмене мождине. Након овог снимања могуће је откријти лезије или оштећена подручја у пацијентовом мозгу, оптичким нервима или кичменој мождини.
Тестови крви
Крв пацијента се може тестирати на аутоантитело ОНМ-ИгГ, што помаже лекарима да разликују НМО од МС и других неуролошких стања. Овај тест помаже лекарима да поставе рану дијагнозу НМО . Тест антитела на мијелински олигодендроцит гликопротеин (МОГ-ИгГ) такође се може користити за тражење другог инфламаторног поремећаја који имитира ОНМ
Лумбална пункција (кичмена пункција)
Током овог теста, ваш лекар ће  уметнути иглу у доњи део леђа пацијента како би сакупио малу количину кичмене течности. Лекари тестирају нивое имуних ћелија, протеина и антитела у течности. Овај тест може помоћи лекару да разликује ОНМ од МС . У ОНМ кичмена течност може показати значајно повишена бела крвна зрнца током ОНМ епизода, већа него што се нормално види код МС, иако се то не дешава увек. 
Тест одговора на стимулусе
Да бисте сазнали колико добро мозак пацијента реагује на стимулусе као што су звуци, призори или додири, пацијент ће проћи  тест који се зове евоцирани потенцијали или тестови евоцираних одговора. Лекари причвршћују мале жице (електроде) на  кожу главе пацијента и, у неким случајевима, на ушне ресице, врат, руку, ногу и леђа. Опрема причвршћена за електроде бележи одговоре пацијентовог мозга на стимулусе. Ови тестови помажу  лекару да пронађе лезије или оштећена подручја у нервима, кичменој мождини, оптичком нерву, мозгу или можданом стаблу.
| Основни критеријуми                                                                                       | Додатни МРИ налази за одсутан/непознат AQP4-IgG |
| --- | --- |
| Оптички неуритис                                                                                          | Или 1) МРИ мозга који показује нормалне налазе или само неспецифичне лезије беле материје, или 2) МРИ оптичког нерва који показује Т2-хиперинтезитет, или Т1 појачавајућу лезију, већу од 1/2 дужине оптичког нерва или укључује оптички хијазам |
| Акутни мијелитис                                                                                          | Интрамедуларна лезија > 3 суседна сегмента или спинална атрофија ≥ 3 суседна сегмента |
| Синдром центра за повраћање (продужене епизоде штуцања или повраћања/мучнине)                             | Лезије дорзалне медуле/област пострема |
| Синдром акутног можданог стабла                                                                           | Периепендималне лезије можданог стабла |
| Симптоматска нарколепсија/акутни диенцефални клинички синдром са МРИ који показује лезију(е) диенцефалона | Ништа додатно |
| Симптоматски церебрални синдром са лезијом мозга типичним за НМОСД                                        | Ништа додатно |

## Диференцијална дијагноза
Симптоми следећих поремећаја могу бити слични онима код НМОСД-а. Поређења могу бити корисна за диференцијалну дијагнозу:
Акутни дисеминовани енцефаломијелитис (постинфективни енцефалитис) је поремећај централног нервног система који карактерише упала мозга и кичмене мождине узрокована оштећењем масног омотача који окружује нерве. Ово се може догодити спонтано, али обично следи вирусну инфекцију или инокулацију као што је бактеријска или вирусна вакцина. Појединци са акутним дисеминираним енцефаломијелитисом могу имати МОГ-ИгГ, што ствара додатну конфузију.
Мултипла склероза је хронична болест мозга и кичмене мождине (централни нервни систем) која може бити прогресивна, релапсирајућа и ремитентна или стабилна. Патологија МС се састоји од малих лезија званих плакови који се насумично формирају у мозгу и кичменој мождини. У овим плаковима се губи масни омотач који окружује нерве, што спречава правилан пренос сигнала нервног система и на тај начин доводи до различитих неуролошких симптома. Већина особа са МС има скоро нормалан животни век. Симптоми често укључују потешкоће са видом, као и оштећење говора, абнормалне сензације или утрнулост коже, поремећај хода и потешкоће са функцијом бешике и црева. У малом броју случајева може доћи до селективног захватања оптичких нерава и кичмене мождине у раним стадијумима МС, али у овим ситуацијама ретко би се информације о кичменој мождини прошириле на дуге сегменте кичмене мождине као што се дешава у НМОСД. (За више информација о овом поремећају, изаберите „Мултипла склероза“ као термин за претрагу у бази података о ретким болестима.)
Системски еритематозни лупус (такође познат као лупус) је инфламаторна болест везивног ткива која може утицати на многе делове тела, укључујући зглобове, кожу и унутрашње органе. Лупус је болест имунолошког система организма, која најчешће погађа младе жене између петнаест и тридесет пет година. (За више информација о овом поремећају, изаберите „Лупус“ као термин за претрагу у бази података о ретким болестима.) Пријављено је да се трансверзални мијелитис и оптички неуритис јављају код пацијената са системским еритематозним лупусом, али недавна истраживања показују да је висок проценат таквих појединци имају НМО-ИгГ антитело и вероватно имају коегзистирајући НМОСД.
Паранеопластични поремећаји су стања у којима пацијенти развијају упалу или ћелијску повреду узроковану аутоимуним реакцијама на рак који доводе до производње аутоантитела или аутоимуности посредоване ћелијама. Код неких паранеопластичних синдрома, посебно оних повезаних са протеином 5 посредованим колапсином (ЦРМП5), могу се јавити оптички неуритис и екстензивни мијелитис који могу блиско симулирати НМОСД.
Саркоидоза је грануломатозни поремећај који може утицати на оптичке нерве и кичмену мождину када утиче на централни нервни систем. Ово стање се често манифестује плућном болешћу, било симптоматском или асимптоматском, или увећаним лимфним чворовима, често присутним на рендгенском снимку грудног коша. Многи пацијенти са захваћеношћу централног нервног система немају видљиву саркоидозу у другим органима. Саркоидоза може довести до дугих инфламаторних лезија кичмене мождине које опонашају мијелитис код НМОСД-а, али симптоми се обично развијају подмукло и спорије регресирају након терапије кортикостероидима.

## Терапија
Оптички неуромијелитис се не може излечити, иако је дуготрајна ремисија понекад могућа уз правилно лечење. ОНМ третман укључује терапије за поништавање недавних симптома и спречавање будућих напада.
Поништавање недавних симптома
У раној фази ОНМ напада, лекар примењује кортикостероидни лек, метилпреднизолон (Солу-Медрол), кроз вену (интравенозно). Лек се даје око пет дана, а затим се доза лека полако смањује током неколико дана.
Размена плазме се често препоручује као први или други третман, обично уз терапију стероидима. У овој процедури, нешто крви се уклања из вашег тела, а крвне ћелије се механички одвајају од течности (плазме). Лекари мешају  крвне ћелије болесника са заменским раствором и враћају крв у  тело пацијента.
У лечењу других симптома, као што су бол или проблеми са мишићима, може се применити симптоматска терапија. Она може укључивати употребу ниских доза карбамазепина за контролу пароксизмалних (изненадних) тоничних грчева који се често јављају током напада болести и антиспастичних агенаса за лечење дуготрајних компликација спастичности које се често развијају код особа са трајним моторичким дефицитом.
Спречавање будућих напада
У циљу смањења будућих напада  препоручује се примен анижих дозу кортикостероида током одређеног времена како бисте спречили будући напади  ОНМ нападе и рецидиве.
Лекар може такође препоручити узимање лекова који врше супресију имунског система пацинетна. Имуносупресивни лекови који се могу прописати укључују азатиоприн (Имуран, Азасан), микофенолат (ЦеллЦепт) или ритуксимаб (Ритуксан).
Имуномодулаторни лекови за мултиплу склерозу су неефикасни, а у случају интерферона бета, постоје неки докази који сугеришу да може бити штетан.

## Прогноза
Нормално, извесно побољшање се појављује за неколико недеља, али тешки заостали симптоми, па чак и инвалидност могу да опстану.
Болест може бити монофазна, односно једна епизода са трајном ремисијом након тога. Међутим, најмање 85% пацијената има релапсни облик болести са поновљеним нападима трансверзалног мијелитиса и/или оптичког неуритиса. Код пацијената са монофазном формом, трансверзални мијелитис и оптичким неуритисом јављају се истовремено или за неколико дана један за другим. С друге стране, код пацијената са релапсирајућим обликом већа је вероватноћа да ће имати недеље или месеце између почетних напада и да ће имати бољи моторни опоравак након иницијалног трансверзалног мијелитиса. Релапси се обично јављају рано, код око 55% пацијената који имају релапс у првој години и 90% у првих пет година.
Могуће је да је релапсирајући облик повезан са анти-АКП4+ серопозитивним статусом, а монофазни облик повезан са његовим одсуством. За разлику од МС, НМО ретко има секундарну прогресивну фазу у којој пацијенти имају све већи неуролошки пад између напада без ремисије. Уместо тога, инвалидитет проистиче из акутних напада.
Приближно 20% пацијената са монофазним оптичким неуритисом има трајни губитак вида, а 30% има трајну парализу једне или обе ноге. Међу пацијентима са релапсом оптичког неуритиса, 50% има слепило или парализу у року од пет година. Код неких пацијената (33% у једној студији), трансверзални мијелитис у вратној кичменој мождини је довео до респираторне инсуфицијенције и касније смрти. Међутим, спектар оптичког неуритиса се проширио, због побољшаних дијагностичких критеријума; а могућности лечења су се побољшале. На основу ових резултата, истраживачи верују да ће ове процене бити смањене.